# Acacia viscidula
Acacia viscidula é uma espécie de leguminosa do gênero Acacia, pertencente à família Fabaceae.